# Mark W. Clark

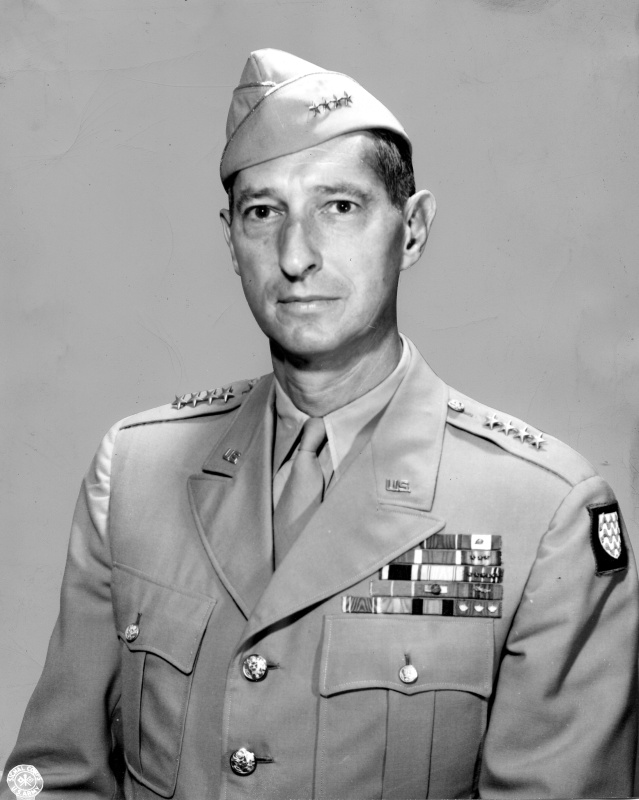
General Mark W. Clark

Mark Wayne Clark (* 1. Mai 1896 in Madison Barracks, New York; † 17. April 1984 in Charleston, South Carolina) war ein US-amerikanischer General während des Zweiten Weltkrieges und des Koreakrieges.

## Leben

### Frühe Jahre
Clark war ein Nachfahre des Revolutionsführers George Rogers Clark. Er verbrachte einen Großteil seiner Jugend in Chicago, Illinois. Clark besuchte die Militärakademie in West Point, wo er im Alter von 17 Jahren einen frühen Zugang erlangen konnte, doch verlor er krankheitsbedingt Zeit im Studium. 1917 schloss er seine Studien ab und trat in die US-Armee ein.
Als Hauptmann der Infanterie diente Clark während des Ersten Weltkrieges bei den American Expeditionary Forces in Frankreich, wo er verwundet wurde. Im Dezember 1929 wurde Mark Wayne Clark Mitglied im Bund der Freimaurer, seine Loge Mystic Tie Lodge No. 398 ist in Indianapolis ansässig.
In der Zwischenkriegszeit hatte er verschiedene Funktionen inne und bekleidete unterschiedliche Posten im Verteidigungsministerium; auch war er stellvertretender Personalchef des Civilian Conservation Corps (einer amerikanischen Arbeitsbeschaffungsmaßnahme). Er absolvierte 1935 die Generalstabsschule und besuchte 1937 das Army War College.

### Zweiter Weltkrieg
Im Herbst 1942 war er als Generalmajor stellvertretender Befehlshaber der Operation Torch, der alliierten Invasion in Nordafrika. Er landete mittels des britischen U-Bootes Seraph Wochen vor der Invasion, um mit Vertretern des Vichy-Regimes in Nordafrika zu verhandeln. Im April und Juli 1943 nahm Luis Orgaz Yoldi, der Alto Comisario de España en Marruecos, auf eine offizielle Einladung von Clark hin an Manöverbeobachtungen der 5. US-Armee teil. 1943 wurde Clark als bis dato jüngster US-Offizier zum Generalleutnant befördert.
1943 wurde ihm kurz vor der Landung alliierter Truppen bei Salerno (Operation Avalanche) das Kommando über die 5. US-Armee übertragen. Teile seiner Armee befreiten am 5. Juni 1944 die italienische Hauptstadt Rom kampflos.
Am 16. Dezember 1944 übernahm Clark von Harold Alexander das Kommando über die 15. britisch/amerikanische Armeegruppe (“15th Army Group”), was ihn bis Kriegsende zum Oberbefehlshaber aller Bodentruppen in Italien machte. Seine Operationsführung bleibt sehr umstritten, so der Angriff auf Monte Cassino, die geringen Fortschritte bei der Besetzung Italiens und die misslungene Einschließung und Gefangennahme deutscher Truppen.
Nach dem Krieg war er von 1945 bis 1947 US-Hochkommissar für Österreich und wurde 1946 als bis dato jüngster Offizier der US-Armee zum General befördert.
Nach seiner Rückkehr in die USA erhielt er das Kommando über die 6. US-Armee.

### Koreakrieg
Am 12. Mai 1952 übernahm  Clark von General Matthew Ridgway  das Kommando über die UN-Truppen unter dem United Nations Command im Koreakrieg und unterschrieb am 27. Juli 1953 das Waffenstillstandsabkommen mit Nordkorea.
Ab 1952 delegierte er die US-amerikanische Militärhilfe an Frankreich während des Indochinakriegs.

### Weiterer Lebenslauf
Nach seinem Abschied aus dem aktiven Dienst war Clark von 1954 bis 1966 Präsident des Militärkollegs The Citadel in Charleston, South Carolina, und von 1969 bis 1984 Präsident der American Battle Monuments Commission.
Nach dem Tod seiner ihm am 17. Mai 1924 angetrauten Ehefrau Maurine „Renie“ Doran (* 5. Oktober 1892 in Milwaukee; † 5. Oktober 1966 in Pinopolis, South Carolina), die 1956 ihre auf das Leben ihres Ehemannes konzentrierten Memoiren veröffentlicht hatte, heiratete Clark am 17. Oktober 1967 Mary Mildred Applegate.
Mark W. Clark starb am 17. April 1984 mit 88 Jahren; er wurde in The Citadel in Charleston, S.C. beigesetzt.

## Ehrungen und Auszeichnungen

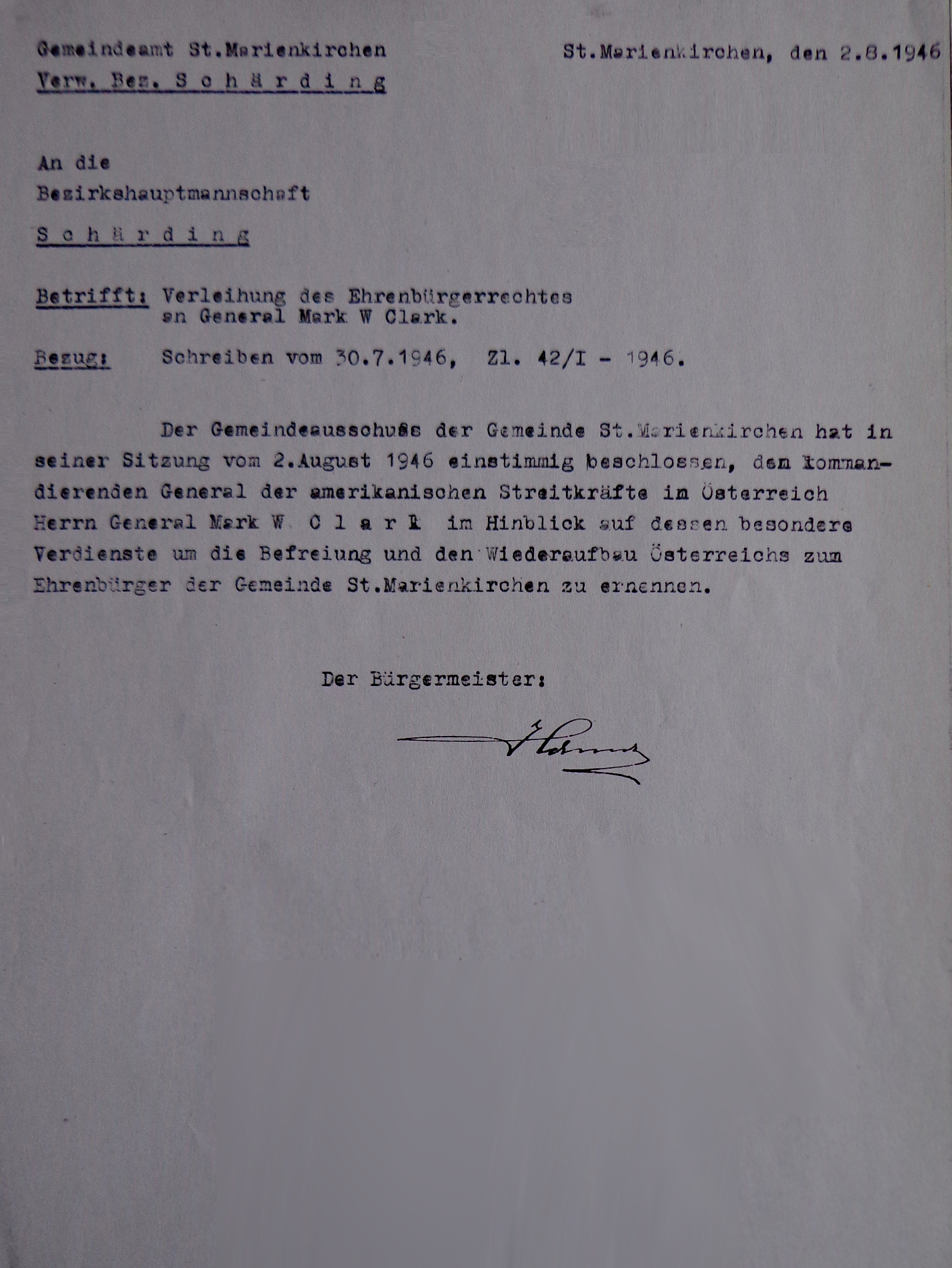
Mitteilung der Gemeinde St. Marienkirchen bei Schärding über die Verleihung der Ehrenbürgerwürde an Clark

- Ehrenbürgerwürde der Gemeinde Strobl, Salzkammergut (1946)
- Ehrenbürgerwürde der Gemeinde Bad Mitterndorf, Salzkammergut (1946)
- Ehrenbürger der Landeshauptstadt Salzburg, Österreich (1946)
- Ehrenbürger der Landeshauptstadt Linz, Österreich (8. Juli 1946)[10]
- Ehrenbürger aller Gemeinden des Bundeslandes Oberösterreich (5. August 1945)[10]
  - darunter Kopfing im Innkreis, St. Marienkirchen bei Schärding, Sigharting, Windischgarsten

## Werke
Er schrieb zwei Bände mit Memoiren:
- Calculated Risk. Erste Auflage. Harper, New York City 1950. (Aktualisierte Auflage: Verlag Enigma, New York City 2005, ISBN 1-929631-36-7).
  - (Deutsche Ausgabe:) Mein Weg von Algier nach Wien. Obelisk-Verlag, Velden/Wien 1954.
- From the Danube to the Yalu. Harper & Brothers, New York City 1954. (Autobiografie 1945–1953).

## Film
- Robert Slatzer (Regie): No Substitute for Victory. (englisch). USA 1970.[12]